# Deltinea
Deltinea is een geslacht van vlinders van de familie bladrollers (Tortricidae), uit de onderfamilie Tortricinae.

## Soorten
- D. costalimai Pastrana, 1961
- D. radicana (Zeller, 1877)